# 古室山古墳
古室山古墳（日语：／ Komuroyamakofun）是位於日本大阪府藤井寺市古室的一座前方後圓墳，屬於日本國史跡古市古墳群。

## 概要
古墳位於大阪府東部，橫跨藤井寺市和羽曳野市的古市古墳群內的中位段丘（國府台地）。1900年，濱田耕作親自前往古墳，並且撰寫了報告。1934年，梅原末治撰寫了對古墳的報告。1956年9月22日，古墳與另外四座古墳，以「古室山古墳群」的名義獲指定為日本國史跡。1960年，北野耕平對墳丘進行了測量調查。1978年、藤井寺市對古墳附近的人行路進行整備，並且植樹整備。1980年，藤井寺市史編纂室對墳丘進行了測量調查。1984年，由於需要進行鋪設去水管的工程，因此藤井寺市教育委員會對後圓部分墳端進行確認調查。翌年，由於古墳附近的民家進行重建，因此大阪府教育委員會和藤井寺市教育委員會一同進行了地下遺跡確認調查。2001年1月29日，古室山古墳群與其他古墳合併，日本國史跡指定名稱改為古市古墳群。2015年，百舌鳥、古市古墳群世界文化遺產登錄推進本部會議對古墳進行空中雷射測量。
古墳為前方後圓墳，前方部分朝東北。墳丘有3層，長約150米，古市古墳群內屬於中等規模。墳丘表面發現了葺石、圓筒埴輪和形象埴輪（屋形、盾形、靫形、蓋形和冑形埴輪），墳丘東側中間細部建有造出。墳丘周圍由周濠和周堤所包圍，堤內側斜面有葺石。雖然主體部分的墓室形態不明，但是由於後圓部分墳頂有板石，因此推測為豎穴式石槨，陪葬品也不明。
古墳推測建古墳時代中期（約4世紀末至5世紀初），與古市古墳群中被認為是最初的大王墓的津堂城山古墳屬同一時期，古墳作為次於巨大前方後圓墳（大王墓）的大型前方後圓墳，顯示了當時大和王權的政治階層。

## 規模

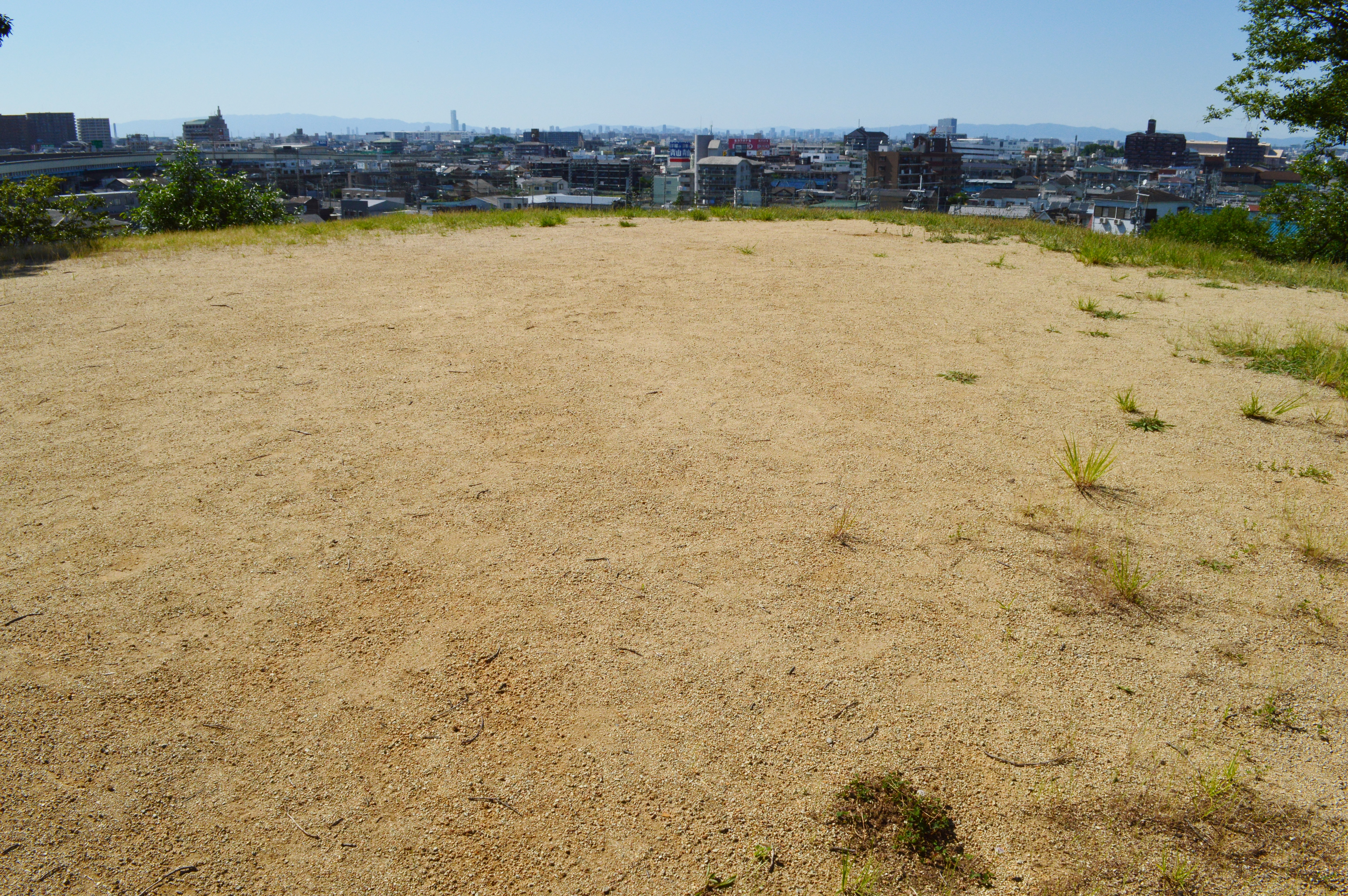
後圓部分墳頂，遠處為大阪平原

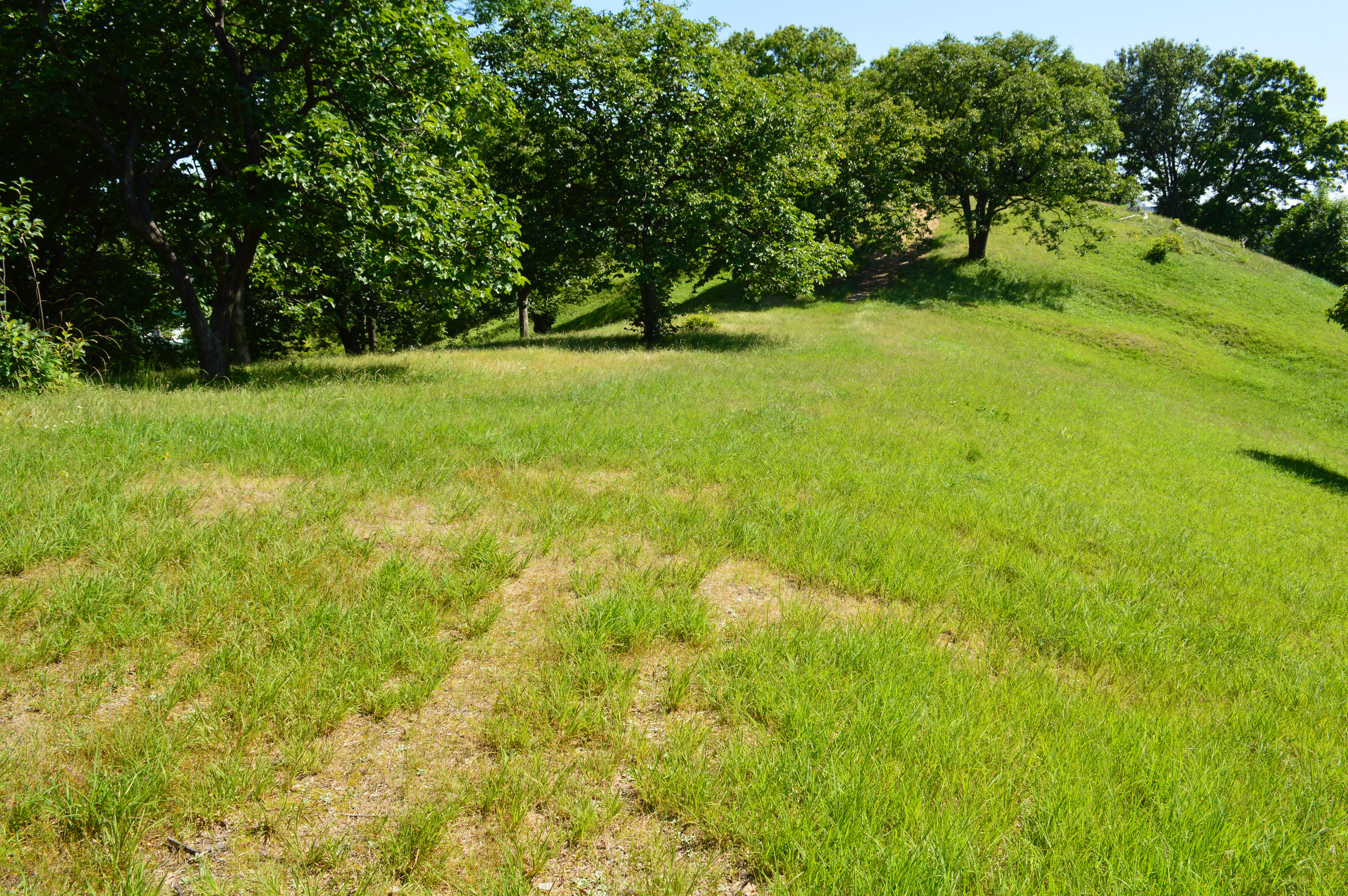
從前方部分望向後圓部分
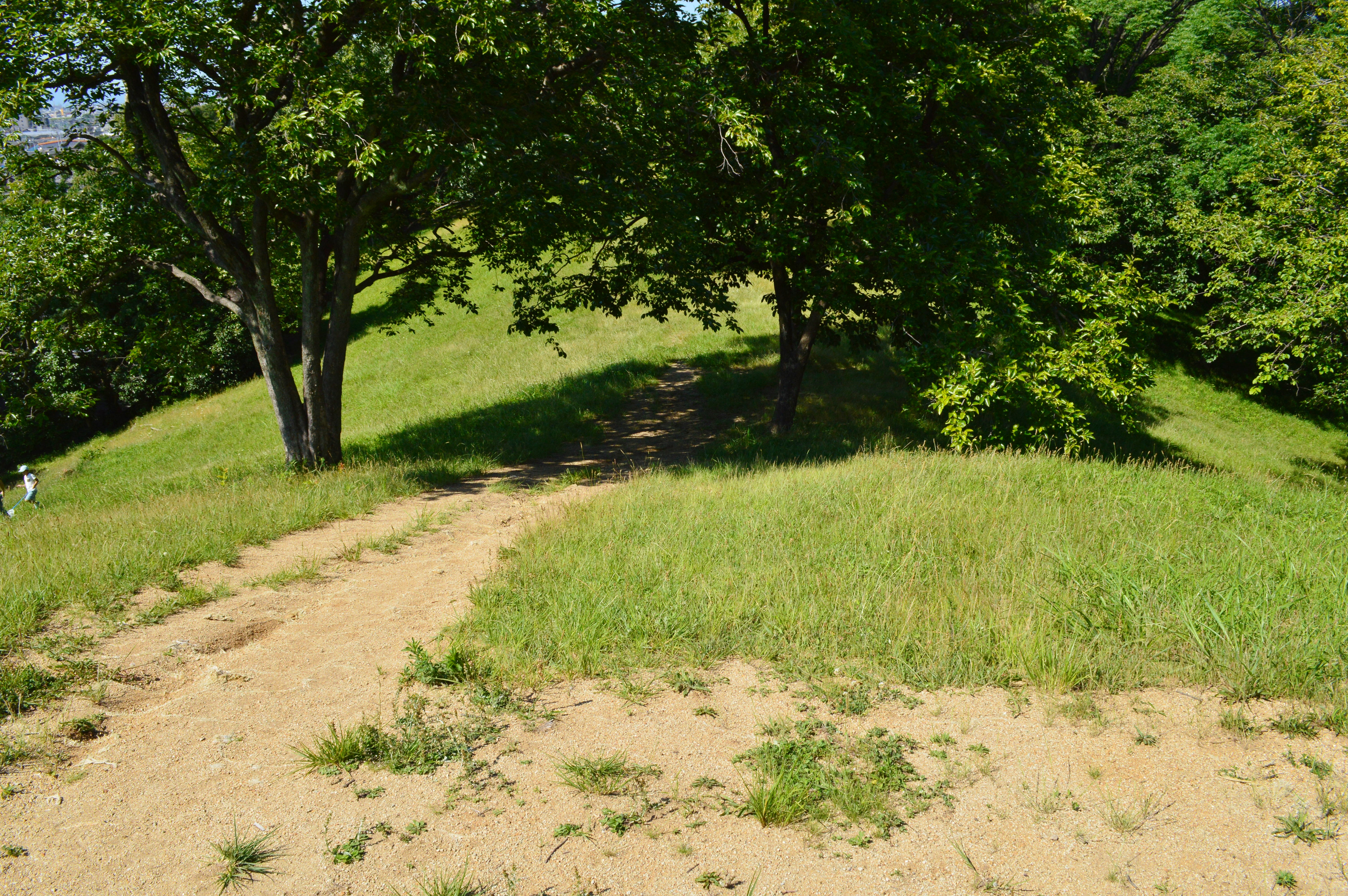
從後圓部分望向前方部分

古墳規模如下。
- 墳丘長：150米
- 後圓部分：3層。
  - 直徑：96米
  - 高：15米
- 前方部分：3層。
  - 寬：100米
  - 高：9米

- 從前方部分望向後圓部分
- 從後圓部分望向前方部分

## 文化財

### 日本國史跡
- 古室山古墳（日本國史跡「古市古墳群」範圍內）
1956年9月22日，古室山古墳與赤面山古墳（日语：大鳥塚古墳）、大鳥塚古墳（日语：大鳥塚古墳）、助太山古墳（日语：三ツ塚古墳）、鍋塚古墳（日语：鍋塚古墳）以「古室山古墳群」名義獲指定為日本國史跡[4]。
2001年1月29日，古室山古墳群與另外6座本來已經是日本國史跡的古墳，以及新指定的青山古墳和蕃所山古墳合併，指定名稱改為「古市古墳群」[4]。

## 外部連結
- - 國指定文化財等數據庫（日語）
- 古室山古墳（页面存档备份，存于）